# Łomniczanka (dopływ Popradu)

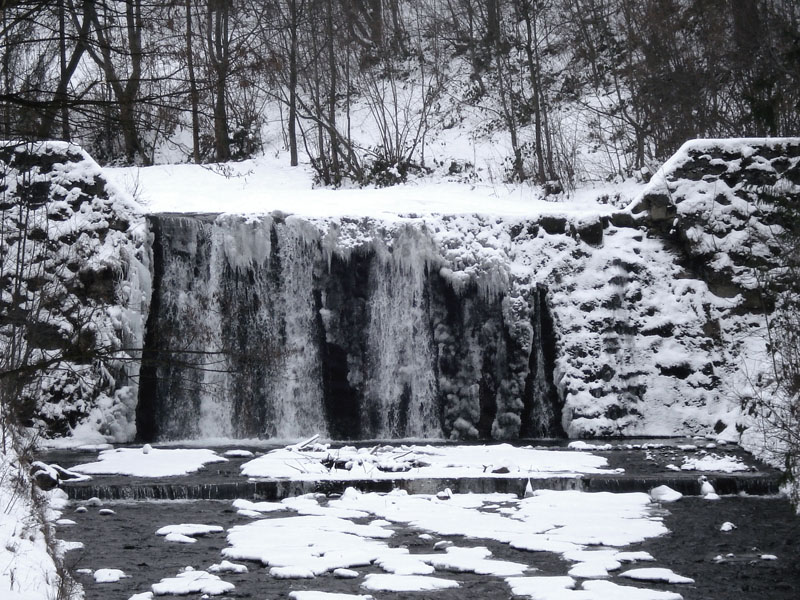
Sztuczny wodospad na Łomniczance zimą

Łomniczanka – potok przepływający przez Łomnicę-Zdrój w gminie Piwniczna-Zdrój. Jest prawobrzeżnym dopływem Popradu.
Ma ok. 8 km długości. Jego źródło znajduje się na południowych stokach Wierchu nad Kamieniem, na wysokości ok. 1000 m n.p.m.. Spływa w południowym kierunku doliną pomiędzy dwoma grzbietami górskimi, z których spływają zasilające go potoki. Po zachodniej stronie jest to grzbiet ze szczytami: Kicarz, Granica, Groń, po wschodniej Parchowatka, Łaziska i Wargulszańskie Góry. Największymi dopływami Łomniczanki są: prawobrzeżna Mała Łomnicka, spływająca boczną doliną pomiędzy grzbietem Granica-Groń z zachodniej strony a Wierchem od wschodniej strony, oraz lewobrzeżny Wapiennik opływający po wschodniej stronie grzbiet Parchowatki. 
Łomniczanka uchodzi do Popradu w miejscu o współrzędnych 49°25′14″N 20°43′25″E/49,420556 20,723611, na wysokości 380 m n.p.m.. Odcinek 3,5 km przed ujściem Łomniczanki jest uregulowany i rozpoczyna się ponad 5-metrowym sztucznym wodospadem. Ok. 4 km w górę od ujścia znajduje się naturalny wodospad o nazwie Pod Siedemdziesiąt Siedem. Ma on wysokość 1 m i wraz z fragmentami skał jest pomnikiem przyrody.
Wzdłuż dolnej części Łomniczanki prowadzi droga. Wzdłuż części górnego biegu Łomniczanki, (od Pomnika Pamięci) prowadzi niebieski szlak turystyki pieszej. 

## Szlaki turystyki pieszej
– niebieski szlak Łomnica-Zdrój – Łabowska Hala